# Врховац, Александр
Александр Врховац (2 февраля 1972, Баня-Лука) — боснийский футболист, полузащитник. Гражданин Боснии и Герцеговины, по национальности серб.

## Биография
Начал игровую карьеру в югославском клубе «Борац» (Баня-Лука). На 2,5 года прервал карьеру из-за войны.
С 1995 три года играл за клуб «Спартак» из города Суботица. С января 1998 года на протяжении восьми месяцев играл в венгерских клубах «Чепель» и «Видеотон». Сезон 1998/99 провёл в словацком клубе «Бардеёв». Летом 1999 попал в самарские «Крылья Советов». 14 августа 1999 дебютировал в Высшем дивизионе России в матче против раменского «Сатурна». Всего в российском чемпионате провел за два сезона 8 матчей. В январе 2000 был выставлен на трансфер, Врховцем интересовались китайские клубы.
В 2001 году несколько месяцев провел в сербском клубе «Koзapa». Затем играл во второй австрийской лиге за «Вольцбург». Вскоре вернулся в «Koзapa». С 2003 по 2007 годы играл за боснийский клуб «Борац».